# Volker Press
Volker Press (* 28. März 1939 in Erding; † Oktober 1993 in Tübingen) war ein deutscher Historiker.

## Leben und Wirken
Volker Press kam als Sohn des Lokalredakteurs und Heimatpflegers Friedrich Albert Eugen Press (1909–1979) und dessen Frau Elisabeth, geb. Harsch (1909–1979), einer Schneidermeisterin, zur Welt. Der Kieler Physiker Werner Press ist sein Bruder. Nach dem Besuch des Gymnasiums in Erding studierte Press von 1957 bis 1965 Geschichte und Anglistik an der Universität München. Prägende akademische Lehrer waren die Landeshistoriker Max Spindler und Karl Bosl sowie Franz Schnabel und dessen Schüler Friedrich Hermann Schubert. Im Jahr 1966 wurde Press mit der Arbeit Calvinismus und Territorialstaat. Regierung und Zentralbehörden der Kurpfalz 1559 bis 1619 promoviert. Die Studie war von Schnabel angeregt worden und wurde von Schubert betreut. Als dessen Assistent ging Press 1967 nach Kiel und folgte ihm 1968 nach Frankfurt am Main. In den Frankfurter Jahren plante Press seine Habilitationsschrift zum Kraichgauer Adel, wurde aber schon 1971 – ohne Habilitation – als Nachfolger Peter Stadlers ordentlicher Professor für Neuere Geschichte an der Universität Gießen. Im Jahre 1980 wechselte er auf einen Lehrstuhl an die Universität Tübingen. Dort lehrte er als Nachfolger von Josef Engel bis zu seinem plötzlichen Tod im Jahr 1993 als Professor für Mittlere und Neuere Geschichte. Zu seinen akademischen Schülern gehörte Gabriele Haug-Moritz. Sein Nachlass befindet sich im Besitz des Universitätsarchives Tübingen. Seine umfangreiche Bibliothek ging in den Besitz der Universität Prag über. Volker Press starb unverheiratet und kinderlos. Er wurde am 22. Oktober 1993 in seiner Geburtsstadt Erding beigesetzt.
Press gehörte seit den 1970er Jahren zu den prägendsten Historikern der Forschung zur frühen Neuzeit. Er verband methodisch Verfassungs- und Verwaltungsgeschichte mit Sozialgeschichte und war inhaltlich zusammen mit dem Mediävisten Peter Moraw einer der Wegbereiter des „neuen Bildes vom Alten Reich“, dass das Heilige Römische Reich deutscher Nation vor 1800 wieder positiv bewertete und damit das preußische Geschichtsbild des 19. Jahrhunderts auch für die frühe Neuzeit überwand. Eine wiederholt angekündigte große Monographie zur Geschichte der Reichsritterschaft kam jedoch nicht zustande. Er wirkte vor allem über seine außergewöhnlich zahlreichen Aufsätze, in denen er zumeist landesgeschichtliche Themen mit Reichsgeschichte verband. Karl Otmar von Aretin würdigte ihn als „ein Meister der kleinen Form, des historischen Essays oder des wissenschaftlichen Artikels“.
Seine besonderen Forschungsschwerpunkte waren dabei Oberdeutschland, die Reichsritterschaft, die vom reichsunmittelbaren Adel besetzten geistlichen Fürstentümer und die Stellung der habsburgischen Kaiser im Reich und in ihren Erblanden. Grundlegend wurden seine Arbeiten zur Reichsritterschaft (1976) und den Reichsgrafenstand (1989). Außerdem verfasste er Biographien zu Eberhard im Bart, Ulrich von Württemberg, Joseph Wenzel von Liechtenstein, Feldmarschall Friedrich von Neipperg, Ulrich von Hutten, Franz von Sickingen, Götz von Berlichingen, Albrecht von Rosenberg und Wilhelm von Grumbach. Zu seinen wichtigsten Erkenntnissen gehört die Wiederentdeckung des Wiederaufstiegs der habsburgischen Kaiser im Reich nach dem Dreißigjährigen Krieg unter Leopold I. Die bis dahin von Genealogen und Lokalforschern betriebene Adelsgeschichte verstand er konsequent als Reichsgeschichte.
Press wirke nach 1990 beim Wiederaufbau der Geschichtswissenschaft in Thüringen mit. Er war zudem seit 1974 Mitbegründer der Zeitschrift für Historische Forschung, deren Ausrichtung er zu Beginn mitbestimmte. Das Herausgebergremium der Zeitschrift setzte auf ein neues Periodisierungsmodell. Das späte Mittelalter wurde aus der traditionellen Mediävistik gelöst und mit der frühen Neuzeit verbunden.
Press war außerordentliches Mitglied der Historischen Kommission für Hessen (1973), der Hessischen Historischen Kommission Darmstadt (1975), der Historischen Kommission für Nassau (1977) und der Kommission für bayerische Landesgeschichte (1988). Er war seit 1979 korrespondierendes und seit 1981 ordentliches Mitglied der Kommission für geschichtliche Landeskunde in Baden-Württemberg, Mitglied des Wissenschaftlichen Rats des Liechtenstein-Instituts (1986), der Heidelberger Akademie der Wissenschaften (1991) und der Akademie gemeinnütziger Wissenschaften zu Erfurt (1993). Im Kollegjahr 1989/1990 war er Forschungsstipendiat am Historischen Kolleg in München. Er war Mitglied der Vereinigung für Verfassungsgeschichte.

## Schriften (Auswahl)
Aufsatzsammlungen
- Das Alte Reich. Ausgewählte Aufsätze (= Historische Forschungen. Band 59). 2. Auflage. Duncker & Humblot, Berlin 2000, ISBN 3-428-09138-8.
- Adel im Alten Reich. Gesammelte Vorträge und Aufsätze (= Frühneuzeit-Forschungen. Band 4). Herausgegeben von Franz Brendle und Anton Schindling. bibliotheca academia Verlag, Tübingen 1998, ISBN 3-928471-16-3.

Monografien
- Kriege und Krisen, Deutschland 1600–1715 (= Neue deutsche Geschichte. Band 5). Beck, München 1991, ISBN 3-406-30817-1.
- Calvinismus und Territorialstaat. Regierung und Zentralbehörden der Kurpfalz 1559–1619 (= Kieler historische Studien. Band 7). Klett, Stuttgart 1970.
- Altes Reich und Deutscher Bund. Kontinuität in der Diskontinuität (= Schriften des Historischen Kollegs. Vorträge. Band 28). Stiftung Historisches Kolleg, München 1995 (Digitalisat).
- Das Reichskammergericht in der deutschen Geschichte (= Schriftenreihe der Gesellschaft für Reichskammergerichtsforschung. Band 3). Gesellschaft für Reichskammergerichtsforschung, Wetzlar 1987, ISBN 3-935279-05-1 (Digitalisat).

Herausgeberschaften
- mit Dieter Stievermann: Alternativen zur Reichsverfassung in der frühen Neuzeit? (= Schriften des Historischen Kollegs. Kolloquien. Band 23). Oldenbourg, München 1995, ISBN 3-486-56035-2 (Digitalisat)
- mit Dieter Stievermann: Martin Luther. Probleme seiner Zeit. [Ernst Walter Zeeden zum 14. Mai 1986]. Klett-Cotta, Stuttgart 1986, ISBN 3-608-91431-5.
- mit Hans Georg Gundel, Peter Moraw: Gießener Gelehrte in der ersten Hälfte des 20. Jahrhunderts (= Veröffentlichungen der Historischen Kommission für Hessen in Verbindung mit der Justus-Liebig-Universität Gießen. Band 35 = Lebensbilder aus Hessen. Band 2). 2 Teile. Elwert, Marburg 1982.
- mit Peter Moraw: Beiträge zur älteren Gießener Universitätsgeschichte. Zum 375-jährigen Jubiläum dargebracht vom Historischen Institut der Justus-Liebig-Universität Gießen (= Veröffentlichungen der Historischen Kommission für Hessen. Band 45). Elwert, Marburg 1982, ISBN 3-7708-0734-0.